# Рай, Химаншу Прабха
Химаншу Прабха Рай (Himanshu Prabha Ray; род. 15 августа 1947, Дели, Национальная столичная территория Дели) — индийский археолог и историк, специализирующаяся на морской археологии. Доктор философии (1986), экс-председатель Национального управления памятников Министерства культуры (с 2012 по 2015), до того профессор Университета Джавахарлала Неру в Дели (с 2006, числилась там с 1980 и там же получила докторскую степень).
Лауреат премии Аннелизы Майер (2013). Почетный профессор Мюнхенского университета.
Получила степени в области археологии, санскрита и древней индийской истории. Окончила Кембриджский университет (1980).
Её интересуют ранние периоды индийской истории вплоть до VI-VII веков н. э., культурный и экономический обмен между Южной Азией и соседними регионами на Востоке и Западе, морская археология Южной и Юго-Восточной Азии, влияние колониальных отношений и соответствующей предвзятости на историографию Южной Азии и интерпретация археологических находок, относящихся к буддизму в этом регионе.
Редактор серии Routledge India по археологии и религии в сотрудничестве с Оксфордским центром индуистских исследований. Также является редактором журнала «Археология и религия в Южной Азии» в Routledge.
Автор «The Return of the Buddha: Ancient Symbols for a New Nation» (Routledge, 2013).
Её книги по морской истории включают «За пределами торговли: культурные корни океана Индии» (Aryan Books International, 2015) и «Археология мореплавания в древней Южной Азии» (издательство Кембриджского университета, 2003 г.). Публиковалась в World Archaeology.